# Алиби (филм)
Алиби (енгл. The Alibi) је амерички филм из 2006. године.

## Радња
Лик Стива Кугана - Реј Елиот, власник агенције која пружа услуге формирања алибија за неверне супружнике у невољи, долази у непријатну ситуацију због последњег клијента. Да би се извукао из ове приче, прибегава помоћи свог веома заводљивог пословног партнера (Ребека Ромејн је заузета у овој улози). Радња се изокреће у сложену лопту када Реј замени једног од клијената (Џејмс Марсден), а девојка овог клијента умире. У бекству од полиције, убица и љубоморног бившег дечка покојника, Реј схвата да ће му требати сва његова снага да изађе.

## Улоге
| Глумац            | Улога          |
| ----------------- | -------------- |
| Стив Куган        | Реј Елиот      |
| Ребека Ромејн     | Лола           |
| Селма Блер        | Адел           |
| Џејмс Бролин      | Роберт Хач     |
| Сем Елиот         | Мормон         |
| Џејми Кинг        | Хедер          |
| Џон Легвизамо     | Ханибал        |
| Џејмс Марсден     | Вендел Хач     |
| Деби Мазар        | детектив Брајс |
| Хенри Ролинс      | Пати           |
| Дебора Кара Ангер | Дороти         |